# Alex Ligertwood
Alexander John "Alex" Ligertwood es un cantante, guitarrista y baterista escocés, conocido como el vocalista principal de Santana en la década de 1980. Se le acreditan canciones de Santana como "All I Ever Wanted", "You Know That I Love You", "Winning" y "Hold On". También hizo parte de las bandas The Senate, The Jeff Beck Group y Oblivion Express. Apareció en el proyecto paralelo Go Ahead, iniciado por miembros de Grateful Dead.
Su máxima popularidad se alcanzó cuando fue voz principal y guitarra rítmica de Santana, desde el álbum "Marathon" (1979), pasando por "Zebop!" (1981), "Shangó" (1982) hasta "Beyond Appearences" (1985) incluidas las giras y festivales de ese período, incluido el "U.S. Festival" (1982).
Ligertwood cantó la voz principal de la canción "Crank It Up" de The Dixie Dregs, de su álbum Industry Standard (1982), y contribuyó con la voz principal de la canción "Double Bad" del álbum Jeff Lorber In the Heat of the Night (1984). De 1986 a 1988, Ligertwood fue miembro de Go Ahead con Bill Kreutzmann y Brent Mydland.
Durante el año 2000 realizó una gira con World Classic Rockers. Más recientemente cantó en una versión de la canción de Scorpions "Is There Anybody There", que apareció en el álbum solista del baterista Herman Rarebell Acoustic Fever (2013). En 2014, la voz de Ligertwood apareció en las canciones de El Chicano y en el mismo año realizó una gira por Japón y Europa con Brian Auger y la banda Oblivion Express.
En 2014, Ligertwood fue invitado por el productor Gerry Gallagher para grabar con la banda de rock latina El Chicano, así como Alphonse Mouzon, David Paich, Brian Auger, Ray Parker Jr., Lenny Castro, Siedah Garrett, Walfredo Reyes Jr., Vikki Carr, Pete Escovedo, Peter Michael Escovedo, Jessy J, Marcos J. Reyes, Salvador Santana y Spencer Davis. Sus voces se presentan en las canciones "Make Love", "The Viper" y "Outbound" de la colaboración de estudio más reciente de Gallagher. Ligertwood también ha actuado con The Magic of Santana, un grupo de tributo alemán cuyos invitados han incluido a otros exmiembros de Santana.